# وصف النبي محمد

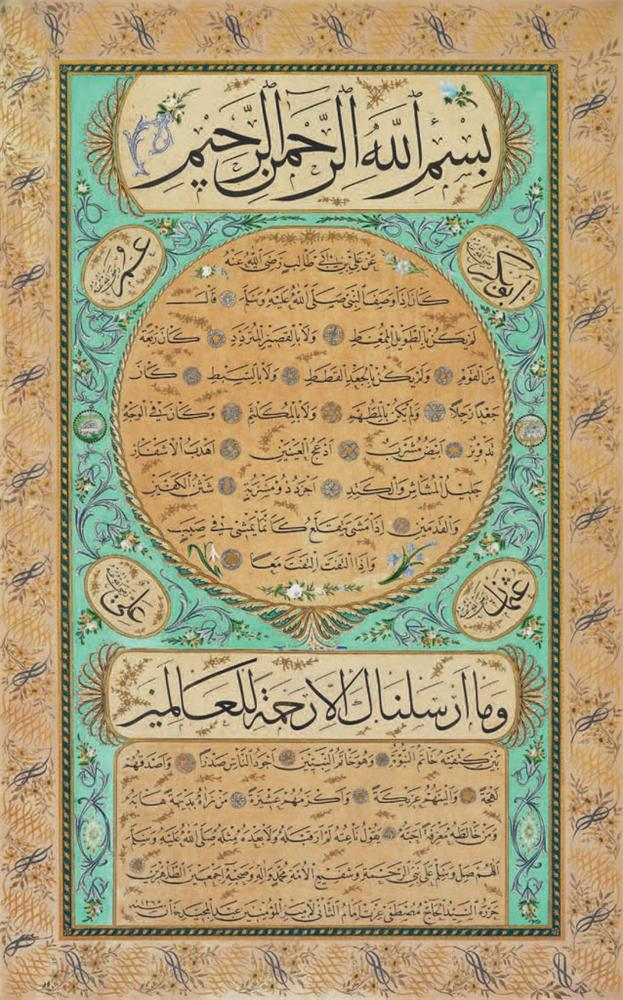
وصف للنبي خطه قاضي عسكر مصطفى عزت.

وصف النبي محمد وردت العديد من الروايات عن الصحابة في صفة النبي محمد بن عبد الله الخلقية، وقد جمع المسلمون ما توارثوه من وصف خلقة نبيّهم في كتب كثيرة عرفت باسم كتب الشمائل، وأشهر هذه الكتب هو «الشمائل المحمدية»، للترمذي. حيث ذكر فيه أحاديث كثيرة في وصفه. ويقال إن الصحابي حسان بن ثابت شاعر الرسول قد قال في وصف جمال خلقته:

## الأوصاف
كان مما جاء في كتب الشمائل مفرقًا:
- جسمه: كان فخما مفخمًا[2]، من رآه بديهة هابه، ومن خالطه معرفة أحبه.[3] وكان رجلاً مربوعًا، ليس بالطويل ولا بالقصير، وكان إلى الطول أقرب[4]، لم يكن يماشي أحدًا من الناس إلا طاله، ولا جلس في مجلس إلا يكون كتفه أعلى من الجالسين. وكان معتدل الخَلق، حسن الجسم، متماسك البدن، أنور المتجرد (ما تجرد من جسده).
- لونه: كان أزهر اللون[2]، ليس بالأبيض الأمهق (أي لم يكن شديد البياض والبرص)، ولا بالآدم (الأسمر).[5]
- رأسه وشعره: كان ضخم الرأس، عظيم الهامة. كان شديد سواد الشعر[4] ولم يكن شعره بالجعد القَطَط (شديد الجعودة) ولا بالسَّبِط (المرسل)، كان جعدًا رِجلا (فيه تثن قليل).[3] وكان شعره يصل إلى أنصاف أذنيه حينًا ويرسله أحيانًا فيصل إلى شَحمَة أُذُنيه أو بين أذنيه وعاتقه، وغاية طوله أن يضرب مَنكِبيه إذا طال زمان إرساله بعد الحلق. ولم يحلق رأسه بالكلية في سنوات الهجرة إلا عام الحديبية، ثم عام عمرة القضاء، ثم عام حجة الوداع. كان يرسل شعره، ثم ترك ذلك وصار يفرقه من وسط الرأس. توفي وليس في رأسه ولحيته عشرون شعرة بيضاء.[5]
- عنقه: كانت عنقه كأنها جيد دُمية في صفاء الفضة.
- ذراعاه ويداه: كان طويل الزندين (الذراعين) أشعرهما (كثيرا الشعر)، رحب الراحة (الكف) شثن الكفين والقدمين (غليظ الأصابع)[3]، سائل الأطراف (أصابعه طويلة ليست بمنعقدة).
- إبطاه: كان أبيض الإبطين، وهي من علامات النبوة.
- منكباه وصدره وبطنه: كان منكباه واسعين، كثيري الشعر، وكذا أعالي الصدر.. سواء البطن والصدر، عريض الصدر. طويل المسربة موصول ما بين اللبة (النقرة التي فوق الصدر) والسرة بشعر يجري كالخيط.
- مفاصله: كان ضخم الكراديس (المفاصل).
- خاتم النبوة: غُدّة حمراء مثل بيضة الحمامة[6]، أو مثل الهلال، فيها شعرات مجتمعات كانت بين كتفيه. وهي من علامات النبوة.
- وجهه: كان أسيل الوجه (المستوي) سهل الخدين[4] ولم يكن مستديرًا غاية التدوير، بل كان بين الاستدارة والإسالة.
- جبينه: كان واسع الجبين.[2] (ممتد الجبين طولاً وعرضًا) مستويًا.
- حاجباه: كان حاجباه قويين مقوَّسين، متّصلين اتصالاً خفيفًا، لا يُرى اتصالهما إلا أن يكون مسافرًا وذلك بسبب غبار السفر. بينهما عرق يدرّه الغضب، كان أزج الحاجبين: أي غزير شعر الحاجبين، طال طرفاهما وامتدا إلى مؤخر العين من غير قرن، حتى كأنهما خُطَّا بقلم.[7]
- عيناه: كان أشكل (طويل شِق العينين)[8] أدعج (شديد سواد العينين)[3] في بياضها حمرة (عروق حمر رقاق) وهي من دلائل نبوته. وكانت عيناه واسعتين جميلتين. ذات أهداب طويلة (الرموش) كثيرة حتى تكاد تلتبس من كثرتها. إذا نظر إليه الشخص قال أكحل العينين وهو ليس بأكحل[9]
- أنفه: يحسبه من لم يتأمله أشم ولم يكن أشم (الشمم ارتفاع في قصبة الأنف مع اسـتواء أعلاه وإشراف الأرنبة قليلا)، وكان مستقيمًا، أقنى (طويلاً في وسطه بعض ارتفاع)، مع دقة أرنبته (هي ما لان من الأنف).
- فمه وأسنانه: كان ضليع الفم (واسع)[8]، أحسن الناس شفتين وألطفهم ختم فم. أشنب (في أسنانه رقة وتحدد) مفلج الأسنان (متفرق الأسنان) إذا تكلم رؤي كالنور يخرج من بين ثناياه.
- لحيته: كان حسن اللحية، كثّ اللحية (كثير منابت الشعر)، وكانت عنفقته (هي الشعر الذي يظهر تحت الشفة السفلى وفوق الذقن) بارزة وحولها كبياض اللؤلؤ، في أسفل عنفقته شعر منقاد حتى يصل اللحية.
- قدماه: كان ضخم القدمين، يطأ الأرض بقدمه كلها، ليس له أخمص[4] (الجزء المرتفع عن الأرض من القدم)، وكان منهوس العقبين (قليل لحم العَقِب).[8]

## حديث أم معبد
وقد اشتهرت قصة عن الصحابية  أم معبد حيث وصفته أجمل الوصف والقصة هي:

عندما كان النبي مهاجرًا من مكة إلى المدينة ومعه أبو بكر، وعامر بن فهيرة مولى أبى بكر، ودليلهم عبد الله بن أريقط اشتد بهم العطش، وبلغ الجوع بهم منتهاه، جاءوا إلى أم معبد ونزلوا بخيمتها، وطلبوا منها أن يشتروا لحمًا وتمرًا، فلم يجدوا عندها شيئاً، فنظر النبي في جانب الخيمة فوجد شاة، فسألها: يا أم معبد! هل بها من لبن؟ قالت: لا. هي أجهد من ذلك (أي أنها أضعف من أن تُحلب)، فقال: أتأذنين لى أن أحلبها؟ قالت: نعم، إن رأيت بها حلبًا، فمسح ضرعها بيده الشريفة، وسمَّى اللَّه، ودعا لأم معبد في شاتها، فدرّت واجترّت، فدعاها وطلب منها إناءً، ثم حلب فيه حتى امتلأ عن آخره، وقدَّمه إليها فشربت، حتى رويت، ثم سقى أصحابه حتى رَوُوا، وشرب آخرهم. ثم حلب ثانيًا، وتركه عندها، وارتحلوا عنها. فما لبثت إلا قليلاً حتى جاء زوجها أبو معبد يسوق أَعْنُزًا عجافًا هزالاً، تسير سيرًا ضعيفًا لشدة ضعفها، فلمّا رأى اللبن عجب، وقال: من أين هذا يا أم معبد، والشاة عازب بعيدة عن المرعي، حيال غير حامل، ولا حَلُوبةَ في البيت؟ قالت: مرّ بنا رجل كريم مبارك، كان من حديثه كذا وكذا! قال: صفيه لى يا أم معبد. فقالت: 
| وصف النبي محمد | إنه رجلٌ ظاهر الوضاءة، أبلج الوجه (أى أبيض واضح ما بين الحاجبين كأنه يضيء)، حسن الخِلقة، لم تُزْرِ به صِعلة (أى لم يعيبه صغر في رأس، ولا خفة ولا نحول في بدن)، ولم تَعِبْه ثجلة (الثجلة: ضخامة البطن)، وسيمًا قسيمًا، في عينيه دَعَج (شدة سواد العين)، وفى أشفاره عطف (طول أهداب العين)، وفى عنقه سَطَع (الطول)، وفى صوته صَحَل (بحّة)، وفى لحيته كثافة، أحور أكحل، أزَجُّ أقرن (الزجج: هو تقوس في الحواجب مع طول وامتداد، والأقرن: المتصل الحواجب)، إن صمتَ فعليه الوقار، وإن تكلم سَمَا وعلاه البهاء، أجمل الناس وأبهاه من بعيد، وأحسنه وأجمله من قريب، حلو المنطق، فصل، لا نزر ولا هَدر، وكأن منطقه خرزات نظم تَنحدر (كلامه بيّن وسط ليس بالقليل ولا بالكثير)، رَبْعَة لا تشنؤه من طول، ولا تقتحمه العين من قِصر، غصن بين غصنين، فهو أنضر الثلاثة منظرًا، (تقصد أبا بكر، وابن أريقط؛ لأن عامر بن فهيرة كان بعيدًا عنهم يعفى آثارهم) أحسنهم قدرًا، له رفقاء يحفّون به، إن قال أنصتوا لقوله، وإن أمر تبادروا إلى أمره، محفود محشود (يحفه الناس ويخدمونه). لا عابس ولا مُفنّد (ضعيف الرأي) | وصف النبي محمد |

 فقال أبو معبد: هو واللَّه صاحب قريش، الذي ذُكر لنا من أمره ما ذُكر بمكة، ولو كنت وافقتُه لالتمستُ صحبته، ولأفعلن إن وجدتُ إلى ذلك سبيلاً، فأعدت أم معبد وزوجها العدة؛ كى يلحقا برسول الله في المدينة، وهناك أسلما، ودخلا في الإسلام.

## معرض صور

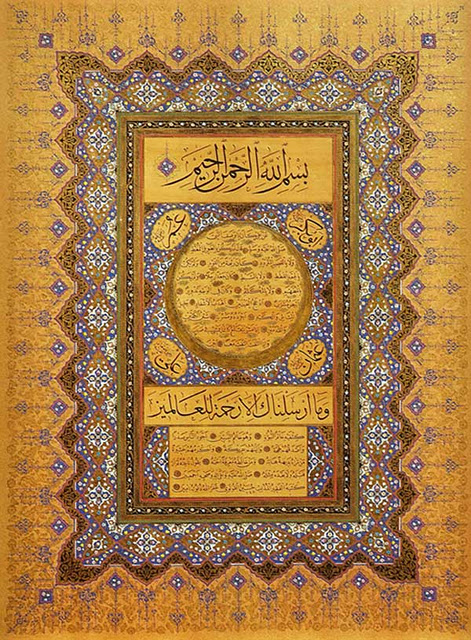
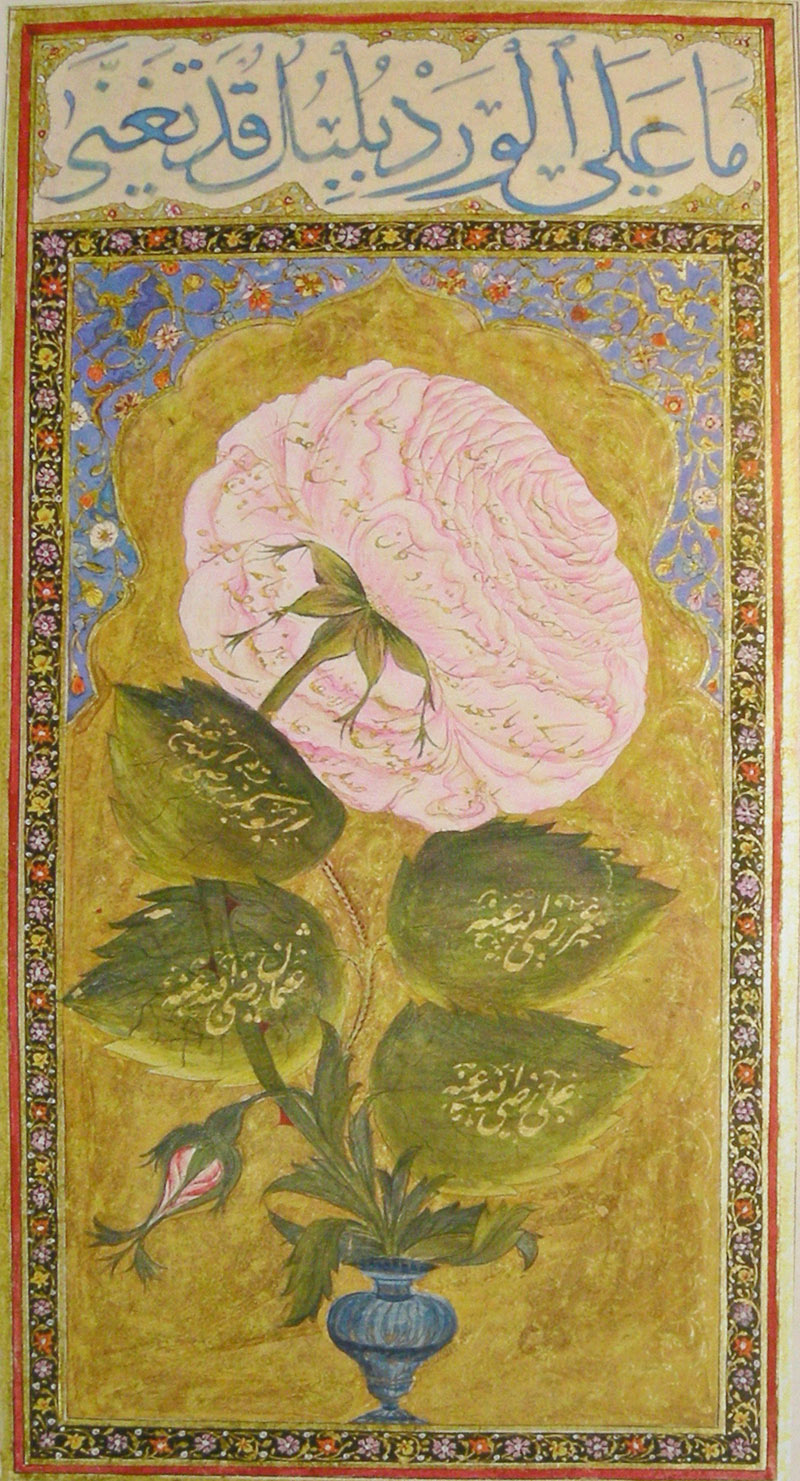
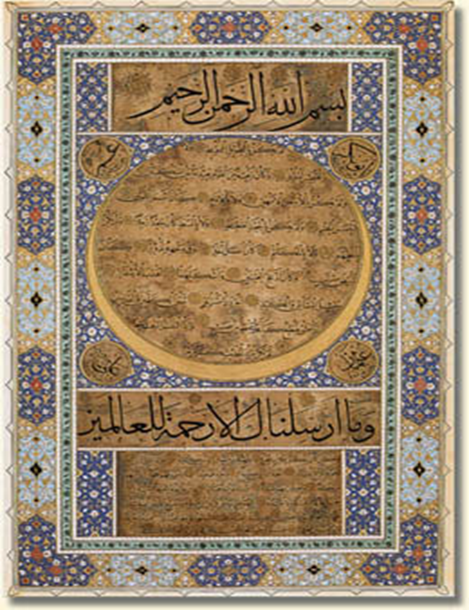
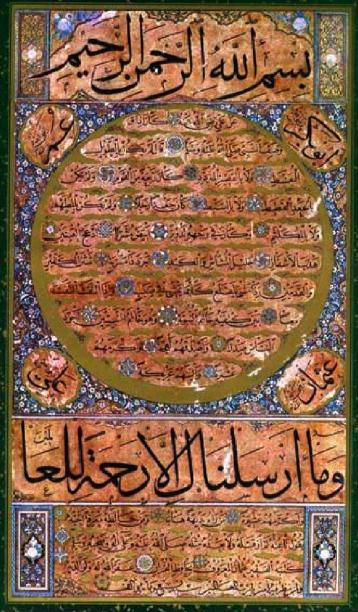
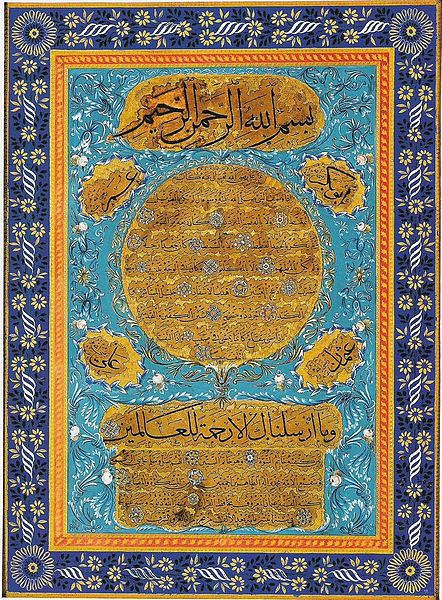
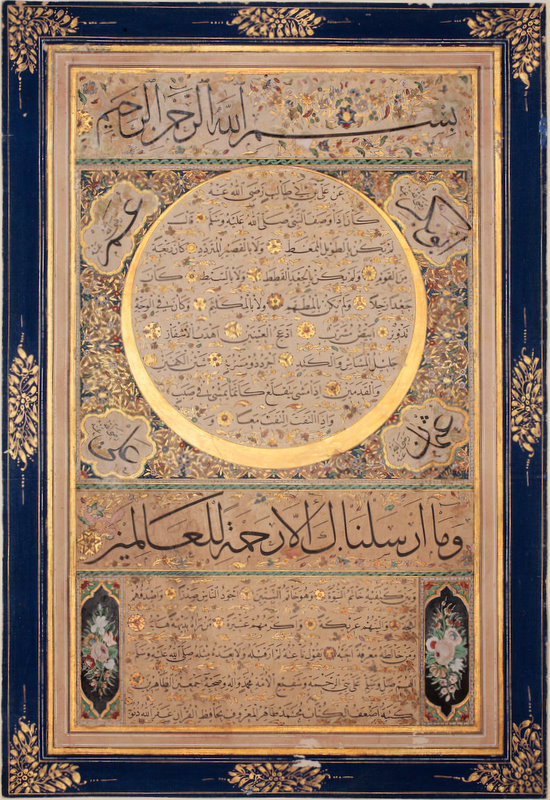